# Darwin Lom
Darwin Gregorio Lom Moscoso (ur. 14 lipca 1997 w Calhoun) – gwatemalski piłkarz z obywatelstwem amerykańskim występujący na pozycji napastnika, reprezentant Gwatemali, od 2025 roku zawodnik Comunicaciones.

## Kariera klubowa
Lom urodził się w amerykańskim stanie Georgia, jednak dzieciństwo spędził wraz z ojcem i częścią rodziny w gwatemalskiej Guastatoyi. Później powrócił do Stanów Zjednoczonych, gdzie uczęszczał do Calhoun High School. W 2015 roku otrzymał stypendium sportowe na prywatnej uczelni Shorter University i rozpoczął występy w tamtejszej drużynie Shorter Hawks. W 2016 roku został w jej barwach wybrany do All-GSC First Team i D2CCA NCAA Division II All-South Region Second Team. Po dwóch latach przeniósł się na Nova Southeastern University, gdzie grał w uczelnianym zespole Nova Southeastern Sharks. Równolegle występował w ekipie Chattanooga FC z czwartego szczebla rozgrywek – National Premier Soccer League.
Po zakończeniu studiów Lom wyjechał do Portugalii, gdzie przez kilka miesięcy występował w trzecioligowym CD Fátima. W listopadzie 2019 powrócił w rodzinne strony, podpisując umowę z Deportivo Guastatoya. W gwatemalskiej Liga Nacional zadebiutował 8 grudnia 2019 w zremisowanym 0:0 spotkaniu z Malacateco, zaś pierwszą bramkę zdobył 5 lutego 2020 w przegranej 1:2 konfrontacji z Siquinalą. Po wybuchu pandemii COVID-19 i przerwaniu rozgrywek powrócił do USA, gdzie występował w National Independent Soccer Association (trzeci poziom ligowy) – najpierw w barwach Chattanooga FC, a następnie w California United Strikers FC.

## Kariera reprezentacyjna
W seniorskiej reprezentacji Gwatemali Lom zadebiutował za kadencji selekcjonera Amariniego Villatoro, 4 marca 2020 w przegranym 0:2 meczu towarzyskim z Panamą. Premierowe gole strzelił natomiast 15 listopada tego samego roku w wygranym 2:1 sparingu z Hondurasem, dwukrotnie wpisując się na listę strzelców.